# Rifargia tethys
Rifargia tethys är en fjärilsart som beskrevs av William Schaus 1892. Rifargia tethys ingår i släktet Rifargia och familjen tandspinnare. Inga underarter finns listade.